# Karmann mobil
Karmann mobil (spreek uit: karre-man) is een Duits bedrijf, gevestigd in Sprendlingen dat kampeerauto's produceert en verkoopt in Europa.
Karmann Mobil stamt af van de (auto-)carrosseriebouwer Karmann, die in die tijd nog een zelfstandige onderneming was, maar inmiddels is overgenomen door de VAG groep. (Volkswagen-Audi-Group)
Karmann staat bekend om het frequente gebruik van Volkswagen als onderstel voor hun kampeerauto's waar andere merken vaak voor Fiat, Citroën of Peugeot kozen.

## Modellen
- Colorado : Het bekendste model van Karmann. Een alkoof (bovenslaper) kampeerauto op basis van de Volkswagen Transporter waaronder de T3, T4 en T5.
- Colorado TI : De modernere Semi-Integraal variant van de Colorado. 'TI' staat dan ook voor Teil-Integrierte wat Semi-Integraal betekent in het Duits. Vanwege de recente introductie is dit model alleen nog maar geleverd op basis van de T5.
- Ontario : De grote variant van de Colorado. Vaak gekenmerkt door een wat hoekiger design en een optie op grijs-blauw lak. In tegenstelling tot de meeste modellen van Karmann is de Ontario nooit geleverd op basis van de Transporter, maar enkel op dat van de Volkswagen LT en Mercedes Sprinter (en hun voorgangers). Dit model werd ook wel Missouri genoemd wanneer het de luxe uitvoering van de Ontario betrof. Sinds 2007 wordt de Ontario enkel nog op onderstel van de nieuwe Fiat Ducato geleverd omdat Fiat de eerste bestelauto leverancier is dat een speciaal kaal kampeerauto chassis levert. De Ontario wordt sinds 2007 enkel in zilver exterieur geleverd, dit geldt ook voor de 'Ontario TI'
- Ontario TI : Sinds enkele jaren geïntroduceerd als de semi-integraal versie van de 'Ontario'. Enkel geleverd op basis van de nieuwe Fiat Ducato.
- Gipsy : De Karmann Gipsy was het model waarmee Karmann zich probeerde te vestigen buiten hun Duitse afzetgebied, mede hierdoor werd (Karmann on-eigen) vaak een Ford Transit als onderstel gebruikt of een der eerste Volkswagen LT's. Tevens is opvallend dat dit model in sommige landen met wit exterieur is geleverd.
- Davis : Recent geïntroduceerd model. De Karmann Davis is een 'bus' camper met een inbouw in een verder originele Fiat Ducato.

Verder is kenmerkend dat Karmann door de jaren heen hun kleurstelling gelijk heeft gehouden, namelijk lichtbruin (enkele uitzonderingen daargelaten). In het gamma van Karmann heeft zich nooit een Volledig-Integraal model bevonden.

## Motorsport
Karmann heeft ook een raceversie van de Colorado TI geproduceerd, compleet met sport vering, motor-tuning, bodykit, sportvelgen en een knal oranje exterieur. Hiermee werden enkel tijdrondes op de Nürburgring gereden door een bekende coureur van SEAT. Dit model draagt de naam Colorado RS en er is er maar een van geproduceerd welke later is verkocht aan een particulier in Engeland.